# Franz Wurst
Franz Wurst (* 20. März 1920 in Wien; † 9. April 2008) war ein österreichischer Kinderarzt. Im Jahr 2002 wurde er in einem Prozess wegen Anstiftung zum Mord an seiner Ehefrau sowie sexueller Nötigung von zahlreichen minderjährigen Patienten angeklagt und verurteilt.

## Medizinische Karriere
Wurst studierte Medizin bei Hans Asperger und erwarb 1944 seinen Dr. med. univ. an der Universität Wien. Noch später war er stolz darauf, „der jüngste Arzt des Dritten Reiches“ gewesen zu sein. Dann ließ er sich zum heilpädagogisch orientierten Facharzt für Pädiatrie und Kinderneuropsychiatrie ausbilden. Er praktizierte als Kinderarzt und Heilpädagoge. 1948 wurde er Vorstand des 1. Instituts für Erziehungshilfe in Wien, 1951 übernahm er die Leitung des jugendfürsorgeärztlichen und heilpädagogischen Dienstes des Bundeslandes Kärnten in Klagenfurt.
1964 habilitierte sich Wurst an der Universität Wien im Bereich Kinderheilkunde. 1968 wurde er Primarius der heilpädagogischen Abteilung des Landeskrankenhauses Klagenfurt. Wurst war Verfasser mehrerer medizinischer Fachbücher. 1971 wurde er an der Universität Wien zum außerordentlichen Professor ernannt. Er war auch Gastprofessor an der Universität Klagenfurt und arbeitete als Gerichtssachverständiger.
Wurst, der als „allseits hofierte Kapazität“ galt, trug den Titel Hofrat. 1981 erhielt er die Goldene Medaille der Stadt Klagenfurt, diese wurde ihm am 18. November 2003 per Beschluss des Klagenfurter Stadtsenats aberkannt und musste an die Stadt zurückgestellt werden. 1987 erhielt er das Große Goldene Ehrenzeichen des Landes Kärnten, 1998 den Paracelsusring (Aberkennung infolge der gerichtlichen Verurteilung vom Dezember 2002). Er wurde am Döblinger Friedhof bestattet. Mit Inkrafttreten der Novelle des Kärntner Landesauszeichnungsgesetzes vom 14. November 2024 gilt auch das Ehrenzeichen des Landes aufgrund seiner rechtskräftigen strafrechtlichen Verurteilung ex lege und posthum als widerrufen.

## Strafrechtliches Verfahren
Über fast zwei Jahrzehnte berichteten Kinder den Mitarbeitern der heilpädagogischen Abteilung von sexuellen Missbräuchen durch Wurst, jedoch wurde ihnen nicht geglaubt. Eine 1982 erfolgte Klage eines Opfers gegen den als „gesellschaftlich unantastbar“ geltenden Wurst wurde von den Behörden „vertuscht“. Erst nachdem einige seiner ehemaligen Patienten der Klagenfurter Psychologieprofessorin Jutta Menschik-Bendele von Übergriffen berichtet hatten, machte diese im Jahr 2000 die Ethikkommission des Kärntner Landesverbands für Psychotherapie auf die Fälle aufmerksam. Wurst rechtfertigte sein Verhalten als Zuwendungstherapie zur Überwindung von Berührungsängsten.
Am 8. Dezember 2000 wurde seine Ehefrau, die pensionierte Kindergartenpädagogin Hilde Wurst, in der Lesjak-Villa, dem Wohnhaus des Ehepaares in Pörtschach, tot aufgefunden. Im Zuge der Ermittlungen wurde am 19. Dezember Untersuchungshaft gegen Wurst angeordnet. 2002 wurde er angeklagt, seinen Patensohn Thomas Haindl, den er jahrelang sexuell missbraucht hatte, zum Mord an seiner Ehefrau angestiftet zu haben, da sie diesem Verhältnis im Wege stand. Im Prozess kamen auch die berichteten beruflichen sexuellen Übergriffe durch Wurst zur Anklage. Die Staatsanwaltschaft warf Wurst in ihrem Plädoyer vor, seine päderastischen Neigungen während seiner ärztlichen Tätigkeit ausgelebt und die Hilflosigkeit seiner Opfer zur eigenen Triebbefriedigung ausgenutzt zu haben. 38 ehemalige minderjährige schutzbefohlene Patienten Wursts sagten vor Gericht aus. Sie gaben an, in mehreren Erziehungs- und Erholungsheimen von ihm missbraucht worden zu sein.
Wurst wurde in beiden Anklagepunkten für schuldig befunden und am 20. Dezember 2002 zu 17 Jahren Haft verurteilt. Der Paracelsusring wurde ihm aberkannt. Das Bundesland Kärnten sowie die verantwortliche Krankenanstalten-Betriebsgesellschaft zahlten an 48 Missbrauchsopfer eine Entschädigung von insgesamt 540.000 Euro.
Wegen Haftunfähigkeit wurde Wurst nach Verbüßung von vier Jahren freigelassen, was großes öffentliches Aufsehen erregte. Der damalige Kärntner Landeshauptmann Jörg Haider bezeichnete die vorzeitige Entlassung als „Justizskandal und einen Affront gegenüber den vielen Missbrauchsopfern“. Wurst verbrachte sein letztes Lebensjahr in einem Wiener Pflegeheim.
Für die Salzburger Festspiele 2006 war eine Oper über den Fall Wurst mit einem Libretto der Literaturnobelpreisträgerin Elfriede Jelinek geplant. Das Vorhaben wurde nicht realisiert.
Im Klagenfurter Stadttheater wurde im April und Mai 2022 eine Produktion von Noam Brusilovsky unter dem Titel Nicht sehen über den Missbrauch von Kindern und Jugendlichen unter dem Deckmantel von Heilung und Therapie durch Franz Wurst aufgeführt.

## Schriften (Auswahl)
- mit Hansjörg Wassertheurer und Karla Kimeswenger: Entwicklung und Umwelt des Landkindes. Eine medizinische, psychologische und soziologische Studie aus Kärnten. Österreichischer Bundesverlag, Wien und München 1961.
- Das schwererziehbare Kind im SOS-Kinderdorf. SOS-Kinderdorfverlag, Innsbruck, München und Wien 1962 (= Neue Wege. Beiträge zu aktuellen Erziehungsproblemen. Band I. 7.)
- als Herausgeber: Das Landkind heute und morgen. Gegenwartsfragen der Landjugend. Österreichischer Bundesverlag, Wien und München 1963.
- Umwelteinflüsse auf Wachstum und Entwicklung. Stadt- und Landkinder in Kärnten. Barth, München 1964 (= Wissenschaftliche Jugendkunde. 8)
- mit Anna H. Hartmann und Günther Hartmann: Biologische Grundlagen der Entwicklung und der Erziehung. Österreichischer Bundesverlag, Wien 1971 (= Schriften zur Lehrerbildung und Lehrerfortbildung. 3), ISBN 3-215-01236-7.
- Sprachentwicklungsstörungen und ihre Behandlung. Österreichischer Bundesverlag, Wien 1973 u.ö., ISBN 3-215-02623-6.
- als Herausgeber mit Heinz Rothbucher: Zeig mir, wie das Leben geht! Veröffentlichung der Salzburger Internationalen Pädagogischen Werktagungen: Tagungsbericht der 33. Werktagung 1984. Bd. 39. Salzburg 1985.